# Pterostichus amnicolus
Pterostichus amnicolus är en skalbaggsart som beskrevs av Thomas Casey. Pterostichus amnicolus ingår i släktet Pterostichus och familjen jordlöpare. Inga underarter finns listade i Catalogue of Life.